# Brady Skeens
Brady Skeens (Lenexa, 8 agosto 1995) è un cestista statunitense.

## Carriera
Trascorre gli anni del college in Division II con la Washburn University terminando con medie complessive di 11,8 punti e 9,6 rimbalzi a partita. Trascorre le sue prime quattro stagioni da professionista tra Canada, Finlandia, Israele e Turchia, successivamente, il 2 luglio 2022, sbarca nella Serie A2 tra le file dell'Assigeco Piacenza, con i quali, al termine di un'ottima stagione, rinnova il 7 giugno 2023. Il 9 agosto 2024, dopo due anni, lascia l'Italia per approdare in Slovenia al Krka Novo Mesto.

## Statistiche

### NCAA II
| Anno      | Squadra           | PG  | PT | MP   | TC%  | 3P% | TL%  | RP   | AP  | PRP | SP  | PP   |
| --------- | ----------------- | --- | -- | ---- | ---- | --- | ---- | ---- | --- | --- | --- | ---- |
| 2014-2015 | Washburn Ichabods | 13  | 4  | 13,2 | 63,2 | -   | 43,5 | 2,2  | 0,4 | 0,3 | 0,9 | 2,6  |
| 2015-2016 | Washburn Ichabods | 28  | 28 | 29,6 | 66,3 | -   | 51,6 | 10,2 | 1,5 | 1,0 | 2,2 | 10,4 |
| 2016-2017 | Washburn Ichabods | 29  | 28 | 32,0 | 66,5 | 0,0 | 47,3 | 11,3 | 3,2 | 0,8 | 3,3 | 13,9 |
| 2017-2018 | Washburn Ichabods | 32  | 32 | 29,8 | 72,4 | -   | 57,6 | 10,6 | 2,4 | 1,3 | 2,3 | 14,9 |
| Carriera  | Carriera          | 102 | 92 | 28,2 | 68,5 | 0,0 | 52,4 | 9,6  | 2,1 | 0,9 | 2,4 | 11,8 |